# Jasiowa Huta
Jasiowa Huta (kaszb. Jaszowô Hëta) – wieś kaszubska w Polsce położona w województwie pomorskim, w powiecie kościerskim, w gminie Nowa Karczma.
W latach 1975–1998 miejscowość administracyjnie należała do województwa gdańskiego.

## Nazwy źródłowe miejscowości
Dawniej Jasiowo, Jasiowa huta, Jashuta, niem. Jaschhütte